# Gynodiastylis curvirostris
Gynodiastylis curvirostris is een zeekommasoort uit de familie van de Gynodiastylidae. De wetenschappelijke naam van de soort is voor het eerst geldig gepubliceerd in 1980 door Day.